# 柳京卡
49°13′33″N 24°17′56″E / 49.22583°N 24.29889°E

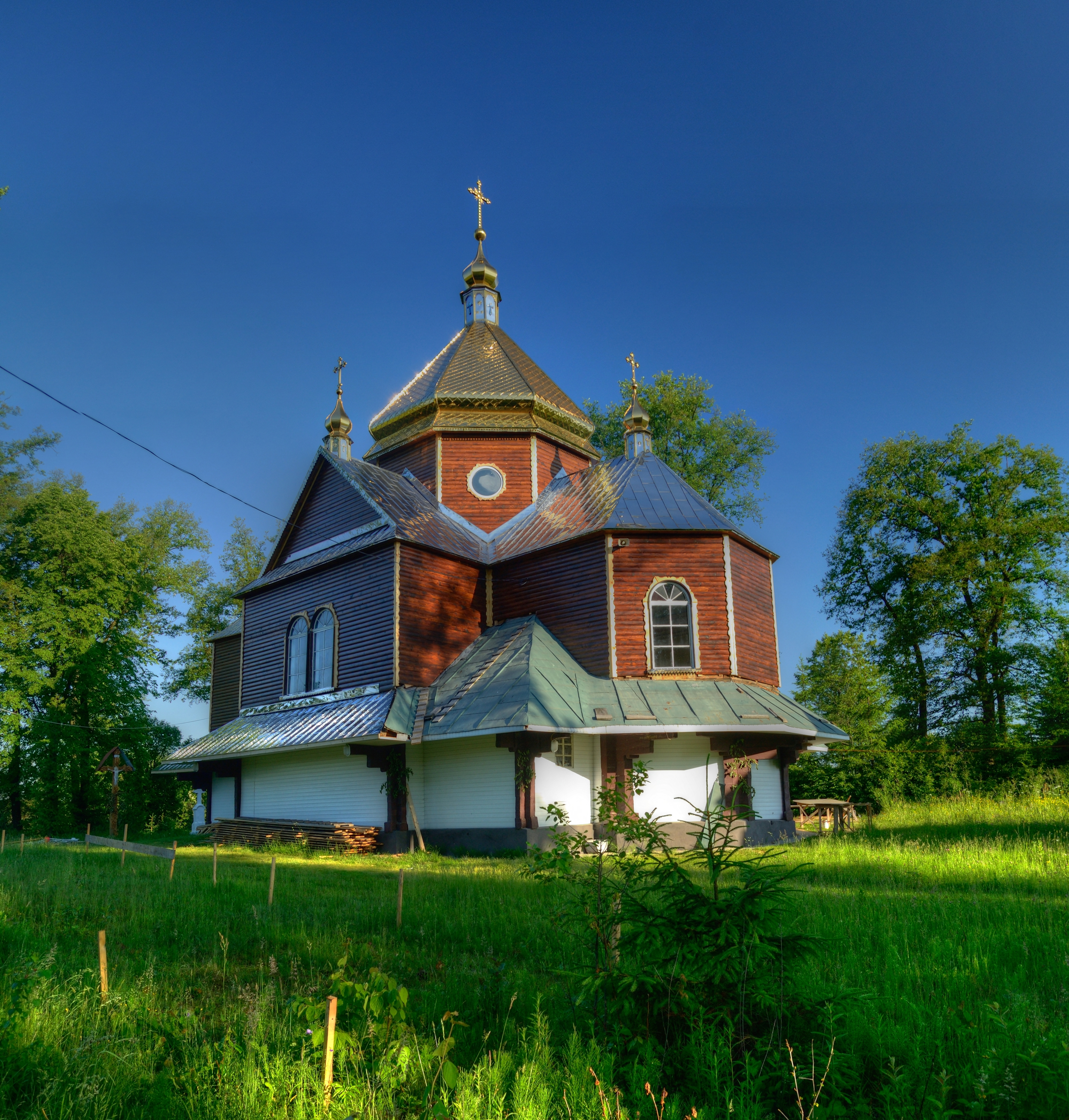

柳京卡（烏克蘭語：Лютинка），是烏克蘭西部的村莊，隸屬利維夫州的斯特雷區。該村處於柳京卡河畔，面積0.61平方公里，海拔高度243米，2001年人口250。